# Chionomys roberti
Chionomys roberti är en däggdjursart som först beskrevs av Thomas 1906.  Den ingår i släktet Chionomys och familjen hamsterartade gnagare. Inga underarter finns listade i Catalogue of Life.

## Beskrivning
En stor sork med en kroppslängd på 12,5 till 15,6 cm (utan svans), en svanslängd på 8 till 10,8 cm, och en vikt på 40 till 78 g. Ovansidans päls är mörkgrå med en tydlig gränslinje till den blekgrå buken. Svansen är mera otydligt tvåfärgad, med en mer eller mindre svart ovansida, en grå undersida och en avslutande tofs.

## Ekologi
En nattaktiv och framför allt skogslevande art som föredrar fuktiga habitat som flodstränder, gärna i klippig terräng, med mossa och buskage. Den kan klättra upp till 3 – 4 meters höjd. Arten simmar inte, men kan korsa vattendrag genom att hoppa över dem, om nödvändigt från sten till sten. Höjdmässigt förekommer den från havsytan upp till 3 200 m. Födan är helt vegetarisk, som fläderblommor, rododendronlöv och ormbunkar.
Arten får 2 till 3 kullar per år med omkring 3 ungar i varje.

## Utbredning
Utbredningsområdet omfattar de ryska, georgiska och Azerbajdzjanska områdena i västra Kaukasus samt bergen i nordöstra Turkiet.

## Status
IUCN kategoriserar arten globalt som livskraftig. Det finns inga större hot, men stenbrytning kan påverka arten lokalt. Habitatförlust, speciellt nära floder, är ett problem i Turkiet och arten minskar där.